# Myennis mandschurica
Myennis mandschurica är en tvåvingeart som beskrevs av Erich Martin Hering 1956. Myennis mandschurica ingår i släktet Myennis och familjen fläckflugor. Inga underarter finns listade i Catalogue of Life.